# Aglaeactis cupripennis
Aglaeactis cupripennis là một loài chim trong họ Trochilidae.